# Parafia Podwyższenia Krzyża Świętego w Brunowie
Parafia Podwyższenia Krzyża Świętego w Brunowie – parafia rzymskokatolicka w dekanacie Chocianów w diecezji legnickiej.  Jej proboszczem jest ks. mgr Krzysztof Klim. Erygowana w 1952 roku.

## Obszar parafii
Miejscowości należące do parafii: Krzeczyn Mały, Górzyca, Ogrodzisko, Brunów.